# Pachyserica rubrobasalis
Pachyserica rubrobasalis är en skalbaggsart som beskrevs av Brenske 1897. Pachyserica rubrobasalis ingår i släktet Pachyserica och familjen Melolonthidae. Inga underarter finns listade i Catalogue of Life.